# Haemadipsa picta
Haemadipsa picta (đỉa hổ) loài một loài đỉa cạn lớn (dài 5-cm) được tìm thấy tại Borneo.